# Tony Crombie
Anthony John Crombie  (Londen, 27 augustus 1925 - aldaar, 18 oktober 1999) was een Britse jazz- en rhythm-and-blues-muzikant (drums, piano), orkestleider en componist.

## Biografie
Crombies moeder werkte als pianiste bij de stomme film. Hij begon als jeugdige met drummen. In de band van de saxofonist Harry Robbins trad hij op in de Londense Mazurka Club (1941) en in de Number One Rhythm Club (1942). Tijdens de daaropvolgende jaren werkte hij bij Carlo Krahmer (1943), Johnny Claes en Tito Burns, voordat hij in 1947 met een eigen band op tournee ging door Ierland. In 1948 begeleidde hij samen met de bassist Jack Fallon Duke Ellington en Ray Nance tijdens hun reis door het Verenigd Koninkrijk. Met Krahmer, Ronnie Scott, Johnny Dankworth, Dennis Rose, Laurie Morgan en Pete Chilver behoorde hij tot een groep muzikanten in de Club Eleven (1948-1950), die zich aansloten bij de bop. Tijdens de daaropvolgende jaren toerde hij met Annie Ross, Lena Horne en Carmen McRae. In 1954 en 1955 behoorde hij tot de band van Victor Feldman. Gelijktijdig leidde hij een orkest, waarmee hij ook modernjazz-opnamen opnam met Dizzy Reece, Joe Temperley, Les Condon en Annie Ross. Met deze formatie was hij ook internationaal op tournee.
In 1956 wisselde hij naar de rock-'n-roll en formeerde hij The Rockets, waartoe soms ook de bassist Jet Harris behoorde. Zijn opname Teach You to Rock telt als de eerste Britse rock-'n-roll-opname en plaatste zich in oktober 1956 in de Britse top 30. Met The Rockets was hij in mei 1957 ook in IJsland op tournee. In 1958 gingen The Rockets over naar het jazzcircuit met Scott, Red Mitchell en Tubby Hayes.
In 1959 formeerde Crombie zijn band Jazz Inc. met onder andere Stan Tracey. In 1960 speelde hij langer in Monte Carlo. Vervolgens werd hij huisdrummer in de huisband van Ronnie Scott's jazzclub, waar hij Ella Fitzgerald, Coleman Hawkins, Ben Webster en Jimmy Witherspoon begeleidde. Later werkte hij met de organisten Mike Carr en Georgie Fame en met Alan Clare.
Crombie componeerde ook voor de televisie, zoals voor de misdaadserie The Man From Interpol. Miles Davis nam zijn compositie So Near, So Far op voor zijn album Seven Steps to Heaven, die in 1992 ook Joe Henderson op So Near, So Far (Musings for Miles) had gecoverd. Andere nummers als That Tune en Restless Girl werden door Stéphane Grappelli, met wie hij vaak in het trio van Alan Clare werkte, opgenomen. Saxofonist Paul Gonsalves nam zijn nummer Deb's Delight op.

## Overlijden
Tony Crombie overleed in oktober 1999 op 74-jarige leeftijd.

## Discografie
- 1954: Tony Crombie And His Orchestra (Decca Records). (heruitgebracht bij Jasmine als Modern Jazz At The Festival Hall)
- 1957: Rockin' with The Rockets (Columbia Records)
- 1960: Man from Interpol

## Filmografie
- 1960: The Tell Tale Heart
- 1960: The Spider's Web
- 1960: The Nudist Story